# Chesapeake (zatoka)
Chesapeake (ang. Chesapeake Bay) – zatoka na Oceanie Atlantyckim, największe estuarium w Stanach Zjednoczonych, położone w stanach Wirginia i Maryland. Ma powierzchnię ok. 11 600 km², długość ok. 300 km (od ujścia rzeki Susquehanna na północy do Atlantyku na południu), a jej największa szerokość wynosi ok. 50 km w pobliżu ujścia rzeki Potomak. Jej dorzecze ma powierzchnię ponad 166 tys. km². Od Atlantyku oddziela ją półwysep Delmarva.
W północnej części zatoki, niedaleko miasta Annapolis w stanie Maryland, szerokość zatoki wynosi tylko 6,9 km i w tym miejscu przebiega przez nią most, William Preston Lane Jr. Memorial Bridge, otwarty w 1952 r.
Zatoka łączy się z Atlantykiem wejściem o szerokości 37 km, między południowym końcem półwyspu Delmarva a miastem Norfolk w stanie Wirginia. Przez wejście zbudowano tunel-most autostradowy Chesapeake Bay Bridge-Tunnel, otwarty w 1964 r.
Do zatoki uchodzi około 150 rzek i strumieni. Największe z nich to: Susquehanna, Potomak, James, Appomattox, Rappahannock, Patuxent, Choptank i York.